# John Cole (journaliste)
John Morrison Cole, né le 23 novembre 1927 à Belfast et mort le 7 novembre 2013 à Claygate, est un journaliste britannique. Il a été rédacteur en chef adjoint du Guardian et de l'Observer et, de 1981 à 1992, était rédacteur en chef politique de la BBC.

## Biographie
Cole souffrait de problèmes cardiaques et d'AVC depuis sa retraite. En 2009, les médecins ont diagnostiqué un cancer, puis il développa de l'aphasie. Il est mort à son domicile à Claygate dans le comté de Surrey, le 7 novembre 2013.